# Schaswar Abdulwahid

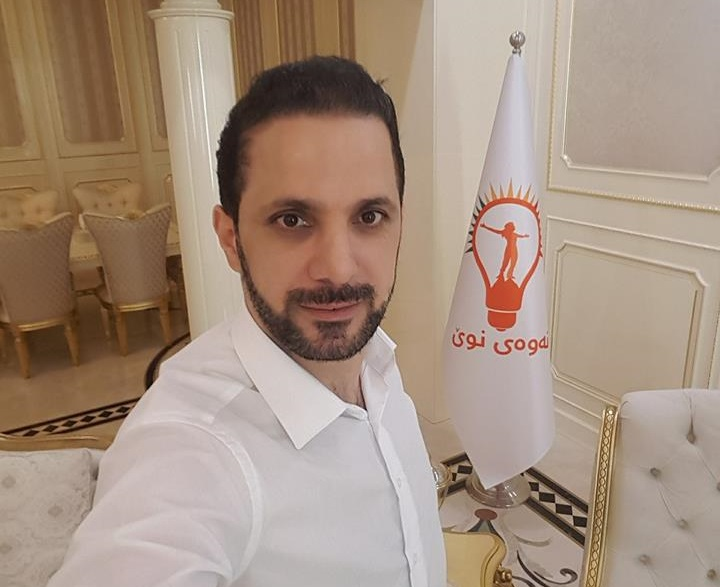
Schaswar Abdulwahid

Schaswar Abdulwahid (Sorani: شاسوار عەبدولواحید قادر, geb. 1978 in Sulaimaniyya) ist ein Geschäftsmann und Politiker in der Autonomen Region Kurdistan. Er gründete den Fernsehsender NRT TV sowie die Partei „Bewegung Neue Generation“, deren Vorsitzender er ist.

## Leben
Abdulwahid schloss 2005 ein Bauingenieursstudium an der Universität von Sulaimaniyya ab. Zunächst wurde er Bauherr mehrerer Wohn- und Freizeitparkprojekte. 2011 gründete er zusammen mit einigen Journalisten den Fernsehsender NRT TV. Am 27. Oktober 2013 wurde er bei einem Drive-by-Shooting schwer verletzt. 2017 opponierte er gegen ein von den beiden Parteien DPK und PUK unterstütztes Unabhängigkeitsreferendum mit dem Slogan: „Nicht jetzt!“ Aus dieser Kampagne ging 2018 die Partei „Bewegung Neue Generation“ hervor, die (Stand 2022) mit acht Abgeordneten im Parlament Kurdistans und mit vier Abgeordneten im Repräsentantenrat des Irak vertreten ist und die er als Vorsitzender führt. Im Mai 2019 wurde er kurzzeitig verhaftet, weil eine Abgeordnete seiner Partei im Parlament Kurdistans, Shadi Nawzad, ihm vorwarf, er habe versucht, sie mit der Veröffentlichung eines in einem seiner Gebäude gedrehten Sexvideos zu erpressen. Weitere Vorwürfe gegen ihn lauten, er habe Anteilseigner an seinen Bauprojekten unzureichend bezahlt. Abdulwahid warf den Sicherheitskräften Sulaimaniyyas eine politisch motivierte Kampagne gegen ihn und seine Partei vor.
Abdulwahid sieht sich als Vertreter einer neuen kurdischen Generation, die sich von den älteren Politikern, der „Generation der Berge“, absetzen will. Ihre Ziele sind ein Ende der verbreiteten Korruption, ein funktionierendes Parlament, ein transparentes Budget und die Vereinigung der Peschmerga-Kräfte von PUK und KDP. Beobachter halten die Aufgaben Abdulwahids und seiner Partei für sehr schwer zu lösen. Seine Partei hat auch Austritte von zwei Abgeordneten aus dem gesamtirakischen Parlament zu verzeichnen, die Ausgetretenen und andere Abgeordnete werfen Abdulwahid vor, die Parteistruktur mit seinen Verwandten zu durchsetzen.